# Валь-де-Лівенн
Валь-де-Лівенн (фр. Val-de-Livenne) — муніципалітет у Франції, у регіоні Нова Аквітанія, департамент Жиронда. Валь-де-Лівенн утворено 1 січня 2019 року шляхом злиття муніципалітетів Марсіяк i Сен-Капре-де-Бле. Адміністративним центром муніципалітету є Сен-Капре-де-Бле. Населення — 1793 особи (01.01.2021).